# صمد خوشبخت میشود
صمد خوشبخت می‌شود فیلمی به کارگردانی و نویسندگی پرویز صیاد محصول سال ۱۳۵۴ است.

## خلاصه داستان
صمد (پرویز صیاد) را برای کار در خانهٔ مرد متمولی به نام آقای مقامی به شهر می‌فرستند. مقامی که مرد سرشناسی است برندهٔ جایزهٔ ممتاز بلیت بخت آزمایی می‌شود؛ اما برای آن که عکس‌اش چاپ نشود از صمد می‌خواهد که خود را صاحب بلیت معرفی کند. صمد جایزه را دریافت می‌کند. از یک سو در زادگاه صمد همه منتظرند که او بازگردد، و از سوی دیگر چند آدم طماع می‌کوشند با او طرح دوستی بریزند و ثروتش را تصاحب کنند. گروهی دزد از صمد می‌خواهند که صندوقچه‌ای را از خانهٔ مقامی برباید؛ اما وقتی در صندوقچه چیز با ارزشی نمی‌یابند، برای آن که اسرارشان محفوظ بماند، در صدد قتل صمد بر می‌آیند. مأمور اجرای قتل بر صمد دل می‌سوزاند و رهایش می‌کند تا به زادگاهش بازگردد؛ اما صمد به تهران بر می‌گردد و دوباره گرفتار شده و در انباری زندانی می‌شود. کامبیز، پسر هشت ساله مقامی، نیز که به صمد علاقه‌مند است به دست سارقان گرفتار می‌شود. صمد او را نجات می‌دهد و پلیس با زیر نظر گرفتن صمد به مخفی‌گاه سارقان دست می‌یابد و آن‌ها را به دام می‌اندازد. صمد به زادگاهش بازمی‌گردد و مراسم عروسی لیلا (مینو شفیع) و رقیب‌اش عین‌الله (حسن رضیانی) را به هم می‌زند.

## بازیگران
- پرویز صیاد
- حسین امیرفضلی
- عنایت‌الله بخشی
- عباس حکمت‌آرا
- حسن رضیانی
- علی زاهدی
- بهمن زرین‌پور
- طوطی سلیمی
- رضا شفیع
- مینو شفیع
- اسماعیل شیرازی
- عبدالله عبدالوهابی
- علیرضا قوامی
- محمد گودرزی
- رضا هوشمند
- فرخ‌لقا هوشمند
- عباس وثوق
- منوچهر یکتاوثوقی
- آپیک یوسفیان
- رضا مؤمنی
- اسفندیار ماوندادی
- محمود شیبانی
- صیادی
- زاون
- جلال پیشواییان
- محمد سوهانکی
- بختیاری
- علی ایزدپناه
- کمال‌الدین مستجاب‌الدعوه
- حسین طاهرنیا
- محمود بهرامی